# Associazione Calcio Viareggio 2000-2001
Questa pagina raccoglie le informazioni riguardanti l'Associazione Calcio Viareggio nelle competizioni ufficiali della stagione 2000-2001.

## Stagione
La nuova proprietà è European School of Economics, una università privata e nomina Marvin Tracy presidente. Giacomo Pezzini è il direttore sportivo. In panchina siede Rino Lavezzini, un noto tecnico. La squadra inizia male il campionato con una serie di sconfitte, viene chiamato Sergio Battistini a sostituire Lavezzini. Il Viareggio non decolla ed è chiaro che lotterà per la salvezza, anche passando dai play-out. Si tenta il tutto per tutto con la coppia Maddaloni e Bertolucci per dare ulteriore scossa all'ambiente. 
I bianconeri devono battere il Russi per rimanere in categoria nella doppia gara play-out, con l'handicap che sono sotto in classifica.
Le Zebre non sbagliano nella partita di andata, liquidando il Russi con un perentorio 3-0.
Al ritorno il Russi mette sotto il Viareggio portandosi sul 3-1, ma proprio a tempo scaduto arriva il goal della salvezza.

## Rosa
| N. |                   | Ruolo | Calciatore            |
| -- | ----------------- | ----- | --------------------- |
|    | Italia (bandiera) |       | Alessandro Alessandrì |
|    | Italia (bandiera) | D     | Giuseppe Argentesi    |
|    | Italia (bandiera) | A     | Maurizio Baciocchi    |
|    | Italia (bandiera) | C     | Luca Balducci         |
|    | Italia (bandiera) | A     | Vitaliano Bonuccelli  |
|    | Italia (bandiera) | D     | Marcello Ferrara      |
|    | Italia (bandiera) | D     | Lorenzo Fiale         |
|    | Italia (bandiera) | C     | Giorgio Figaia        |
|    | Italia (bandiera) | C     | Valerio Fommei        |
|    | Italia (bandiera) | C     | Carlo Fruzza          |
|    | Italia (bandiera) | D     | Andrea Gazzoli        |
|    | Italia (bandiera) | D     | Gabriele Gemignani    |
|    | Italia (bandiera) | D     | Andrea Giallombardo   |
|    | Italia (bandiera) | C     | Marco Giunta          |
|    | Italia (bandiera) | P     | Alessandro Lazzarini  |

| N. |                        | Ruolo | Calciatore        |
| -- | ---------------------- | ----- | ----------------- |
|    | Italia (bandiera)      | A     | Cristiano Luconi  |
|    | Italia (bandiera)      | C     | Federico Lunardon |
|    | Italia (bandiera)      | C     | Francesco Meacci  |
|    | Italia (bandiera)      | P     | Simone Montanari  |
|    | Italia (bandiera)      | A     | Alessandro Muoio  |
|    | Italia (bandiera)      | D     | Diego Palermo     |
|    | Italia (bandiera)      | C     | Luca Perrotta     |
|    | Italia (bandiera)      | A     | Andrea Pierotti   |
|    | Italia (bandiera)      | A     | Marco Sansovini   |
|    | Italia (bandiera)      | C     | Marco Saviozzi    |
|    | Inghilterra (bandiera) | A     | Mark Shaw         |
|    | Italia (bandiera)      | C     | Francesco Sindone |
|    | Italia (bandiera)      | D     | Jimmy Suppa       |
|    | Italia (bandiera)      | P     | Paolo Tommei      |
|    | Italia (bandiera)      | D     | Fabio Valotti     |

## Play-out
| Viareggio 27 maggio 2001, ore 16:00 CEST andata                                              | Viareggio  | 3 – 0  | Russi | Stadio Torquato Bresciani |
| \| \| \| \| \| Giallombardo Muoio \| Marcatori \| \| \| Maddaloni \| Allenatori \| Lucchi \| |            |        |       |                           |
|                                                                                              |            |        |       |                           |
| Giallombardo Muoio                                                                           | Marcatori  |        |       |                           |
| Maddaloni                                                                                    | Allenatori | Lucchi |       |                           |

| Russi_(Italia) 3 giugno 2001, ore 16:00 CEST ritorno                                               | Russi      | 3 – 2                    | Viareggio | B. Bucci |
| \| \| \| \| \| \| Marcatori \| Bonuccelli 93’ Sansovini \| \| Maddaloni \| Allenatori \| Lucchi \| |            |                          |           |          |
| |            |                          |           |          |
| Gol · Gol · Gol                                                                                    | Marcatori  | Bonuccelli 93’ Sansovini |           |          |
| Maddaloni                                                                                          | Allenatori | Lucchi                   |           |          |